# Kościół Świętych Apostołów Piotra i Pawła w Kamieńsku
Kościół Świętych Apostołów Piotra i Pawła – rzymskokatolicki kościół parafialny należący do dekanatu Gorzkowice archidiecezji częstochowskiej. Jedyny rejestrowany zabytek miasta.
Obecna świątynia została wybudowana w latach 1899-1903 dzięki staraniom parafian i księdza proboszcza Ignacego Jankowskiego. 
Kamień węgielny został wmurowany w 1902 roku. Budowla zaprojektowana przez Feliksa Nowickiego została uroczyście poświęcona przez pochodzącego z kamieńszczańskiej parafii biskupa Stanisława Zdzitowieckiego - biskupa kujawsko - kaliskiego i włocławskiego.
W latach 1935–1939 dzięki staraniom księdza Tomasza Opasewicza świątynia otrzymała nową polichromię.
kamieńszczański kościół parafialny został wybudowany w stylu neoromańskim z elementami stylu neorenesansowego. Jest to budowla trójnawowa wzniesiona na planie krzyża i posiadająca jedną wieżę.
Kościół posiada pięć ołtarzy. W prezbiterium po bokach sceny ukrzyżowania są umieszczone figury patronów świątyni Świętych Piotra i Pawła.
W nawie głównej są umieszczone dwa ołtarze: Przemienienia Pańskiego oraz Świętego Antoniego Padewskiego. Po bokach znajdują się figury polskich świętych: św. Stanisława Kostki, św. Wojciecha, św. Kazimierza i św. Stanisława Biskupa Męczennika.
W nawie bocznej od strony północnej jest umieszczony ołtarz Serca Jezusowego a od strony południowej jest umieszczony ołtarz Najświętszej Maryi Panny.
Świątynia posiada zabytkową ambonę oraz organy wykonane przez firmę Ottona Rygiera.